# Genio (Disney)
El Genio es un personaje ficticio que aparece en la película de animación Aladdín (1992), de Walt Disney Pictures y posteriormente en otros medios de la franquicia Aladdín como uno de sus personajes principales, así como en varios otros medios de Disney. Robin Williams le puso voz en la primera película. Tras una disputa contractual entre Williams y Disney, Dan Castellaneta puso voz al Genio en la película directamente para video, El Regreso de Jafar y en la serie de televisión, antes de que Williams retomara el papel en la última entrega, Aladdín y los 40 Ladrones, así como en la miniserie del personaje, Great Minds Think for Themselves.
Dan Castellaneta puso voz al Genio de Disney's Aladdin in Nasira's Revenge y, más tarde, a la serie Kingdom Hearts, tanto en Kingdom Hearts como en Kingdom Hearts II (con audio de archivo utilizado en otros juegos de Kingdom Hearts). Jim Meskimen asumió el papel en el 2008 en Disney Think Fast y en el 2011 en Kinect: Disneyland Adventures y ha seguido poniendo voz al personaje desde entonces. Will Smith interpreta una versión real del personaje en la adaptación de acción real de 2019 de la película original de 1992.

## Participación
Además de conducir en gran medida la trama de la primera película, el Genio sirve de alivio cómico en cada una de sus apariciones. Tiene habilidades ilimitadas para cambiar de forma, lo que permite muchos y variados gags visuales; sin embargo, es incapaz de matar a nadie, enamorar a nadie, revivir completamente a los muertos o proporcionar deseos adicionales. Las habilidades sobrenaturales del Genio le permiten romper la cuarta pared, así como parodiar a personas de la vida real y la cultura popular completamente más allá de los límites de su universo nativo. Por ejemplo, durante la producción de Aladdín, Williams improvisaba varias imitaciones a voluntad y su animador Eric Goldberg elegía las que se trasladarían a la película. Una de ellas fue una imitación del crecimiento de la nariz de Pinocho, que hizo que la cabeza del Genio se convirtiera en la de Pinocho. El compositor Alan Menken y el letrista Howard Ashman habían concebido al Genio como "un cantante de jazz de moda en Harlem, como Fats Waller o Cab Calloway". Así, Menken temía que Williams no fuera capaz de mostrar las capacidades de canto requeridas y sólo cambió de opinión tras ver a Williams interpretar "Friend Like Me" y "Prince Ali" en su casa de Los Ángeles.

## Apariciones

### Películas

#### Aladdín(1992)
El Genio aparece por primera vez en Aladdín, donde es liberado de una lámpara de aceite mágica, lo que dio origen a la frase "genio de la lámpara" o "genio de la botella", que acuñó el término el personaje titular en la derrumbada Cueva de las Maravillas. Después de explicarle que puede conceder tres deseos (pero no puede hacer cosas como asesinar, enamorar, revivir o proporcionar deseos adicionales), Aladdín, sabiendo que el Genio sólo le concedería su deseo de salir de la cueva si utilizaba uno de sus deseos, lo engaña para que libere a Aladdín y Abú de la cueva sin utilizar ningún deseo. En un oasis lejano, el Genio se sorprende cuando descubre que Aladdín no ha utilizado su primer deseo para salir de la cueva y accede a regañadientes a que se le conceda el primer deseo a Aladdín. Preguntado por Aladdín qué desearía, Genio admite que desearía la libertad, ya que los genios deben seguir las órdenes de un amo, en este caso, Aladdín. Acepta la promesa de Aladdín de utilizar el tercer deseo para liberarlo y luego concede a Aladdín su primer deseo: convertirlo en príncipe para que pueda cortejar legalmente a la princesa Jasmín. Genio se esconde después de dirigir un desfile hacia el palacio de Agrabah. Genio es liberado de nuevo cuando Aladdín es encadenado, amordazado y arrojado por un acantilado al océano por los guardias de Jafar. Rescata a Aladdín como segundo deseo al interpretar liberalmente el movimiento de cabeza de Aladdín. Más tarde, Genio discute con Aladdín cuando éste empieza a pensar que tal vez tenga que romper su promesa de utilizar el tercer deseo, por miedo a lo que pueda ocurrir si alguien descubre que no pertenece a la realeza.
El loro Iago no tarda en robar la lámpara de Genio y entregársela a Jafar (que pretendía utilizar a Genio en su propio beneficio), convirtiendo a Jafar en el nuevo amo de Genio. Esto hace que Aladdín se arrepienta de no haber liberado al Genio cuando tuvo la oportunidad. El Genio no tiene más remedio que conceder el primer y segundo deseo de Jafar para convertirse en Sultán de Agrabah y en el hechicero más poderoso del mundo. Se convierte entonces en un esclavo sin otro propósito en la vida que entretener al cruel Jafar torturando al antiguo Sultán. Cuando Jafar desea que Jasmín se enamore de él, el Genio no puede concederle este deseo, pero Jafar le exige airadamente que lo haga de todos modos. Durante la lucha final entre Aladdín y Jafar, el Genio se ve obligado a conceder el último deseo de Jafar de convertirse en un genio todopoderoso cuando Aladdín le convence para que lo haga, muy a su pesar. Sin embargo, como ambos saben, el cumplimiento de este deseo tenía truco, lo que hace que Jafar quede aprisionado en una lámpara propia, que un Genio ahora más aliviado arroja al desierto, liberando a Agrabah de su tiranía. Aunque el Genio está dispuesto a sacrificar su libertad para que Aladdín pueda estar con la princesa Jasmín, Aladdín decide cumplir su promesa original y utiliza su último deseo para liberar al Genio del poder de su lámpara, para sorpresa y felicidad de este último. Esto hace que los grilletes del Genio se caigan en el proceso. Aladdín consigue casarse con la princesa Jasmín, ya que el Sultán está conmovido por el amor que se profesa la joven pareja, así que cambia la ley para que la princesa pueda casarse con quien quiera. El Genio liberado se despide de Aladdín entre lágrimas y abandona Agrabah para explorar el mundo.
Además, al principio de la película aparece un vendedor ambulante que narra al público la historia de la lámpara mágica, siendo confirmado el personaje por los directores de la película como el mismo Genio disfrazado (la voz cantante del vendedor ambulante la puso Bruce Adler).

#### The Return of Jafar(secuela de 1994)
En la secuela de Aladdín, The Return of Jafar, el Genio regresa a Agrabah tras su viaje de un año alrededor del mundo, decidiendo que no es tan maravilloso sin sus amigos con los que compartirlo. Sus poderes se ven reducidos, como él mismo admite, ya que un genio liberado es menos poderoso que uno atado a una lámpara, aunque sigue conservando varias de sus habilidades, sobre todo el cambio de forma, el vuelo y la prestidigitación. La noche de su regreso, después de que Jasmín y Aladdín se peleen porque Aladdín le ocultó la presencia de  Iago, el Genio convence a  Iago para que le ayude a conseguir que la pareja se reconcilie. Más adelante en la película, cuando Aladdín, Iago y el Sultán salen de excursión sin él, el Genio y Abú hacen un pícnic para ellos solos, pero se enfrentan a Jafar. A pesar de su valiente lucha contra él, el Genio se ve superado y tanto él como Abú son encarcelados. Finalmente, se les unen el Sultán, la Princesa Jasmín y la Alfombra, todos ellos capturados por Jafar. Tras ser liberado de su encarcelamiento por un Iago moralmente confuso, el Genio salva a Aladdín de ser ejecutado por los guardias de palacio, algo que Jafar había orquestado al inculpar falsamente a Aladdín del asesinato del Sultán. Después de que los héroes se reagrupen, el Genio les revela que destruir la lámpara de Jafar es la única forma que tienen de acabar con él. Su plan para hacerse discretamente con la lámpara no pasa desapercibido y se ven arrastrados al combate. El Genio ayuda a los héroes varias veces durante esta batalla, atrapando a Aladdín que se cae y transformándose en él en un intento de distraer a Jafar mientras Aladdín coge su lámpara. Sin embargo, esto también fracasa, ya que Jafar es capaz de impedir que Aladdín se apodere de la lámpara y utiliza sus poderes para abrir la tierra sobre un mar de magma. Después de que el reformado Iago sea abatido al intentar entregar la lámpara a Aladdín, el loro lanza valientemente la lámpara a la lava y destruye así a Jafar de una vez por todas. El Genio salva a Jasmín de una situación peligrosa cuando el suelo se está cerrando de nuevo estirándose para que puedan salir a tiempo. Cuando se entera de que Iago ha sobrevivido a la batalla, lo celebra convirtiéndose en un fuego artificial.

#### Aladdin and the King of Thieves(secuela de 1996)
En Aladdin and the King of Thieves, el Genio desempeña un papel considerablemente menor. A diferencia de la primera y la segunda películas, no tiene un papel activo en la trama principal, lo que se traduce en menos tiempo en pantalla.
Sin embargo, sigue siendo el mejor amigo y apoyo moral de Aladdín. También parece ser igual de poderoso que en la primera película, ya que no tiene problemas con nada de lo que intenta, algo que implica que su reducción de poder fue meramente temporal.

#### Aladdín(adaptación de 2019)
En la adaptación de acción real de Aladdín de 2019, el Genio es interpretado por Will Smith, con su apariencia alternando entre su clásica piel azul y una forma humana como disfraz para pasar desapercibido. Esta versión es significativamente menos chiflada que en la película original, teniendo una personalidad más relajada y sarcástica. En el remake, los deseos deben hacerse con palabras más específicas o, de lo contrario, el Genio podría dar algo distinto de lo que se pretendía, algo que Aladdín utiliza más tarde para engañar a Jafar y convertirlo en genio. Además, en esta versión, el Genio dice claramente que su poder proviene tanto de la lámpara como de él mismo, con el resultado de que se convierte en humano cuando se libera de la lámpara. El Genio también vive un romance con Dalia, la doncella de Jasmín, hasta el punto de que le pide que le acompañe a viajar por el mundo una vez liberado de la lámpara. El comienzo de la película presenta un giro argumental en el que un Genio humano cuenta la historia de Aladdín a sus hijos y a los de Dalia, una referencia a un concepto eliminado de la película original en el que el vendedor ambulante del principio se revelaría como el Genio.

#### Otras películas
El Genio aparece en las dos películas directamente para video basadas en la serie House of Mouse, en Mickey's Magical Christmas: Snowed in at the House of Mouse (2001), está presente entre los personajes sorprendidos por no poder salir del club a causa de la ventisca de nieve, más tarde se le ve ambientando junto a Abú y Jafar mientras disfrutan de la celebración navideña y al final como parte de los personajes que cantan el número musical "The Best Christmas of All". en Mickey's House of Villains (2002), forma parte de los personajes que son encerrados por los Soldados de Cartas en la cocina del club.
Se le puede ver al final de El Rey León 3: Hakuna Matata (2004) entre los personajes de Disney que se reúnen para volver a ver la película.
Genio es uno de los varios personajes de Walt Disney Animation Studios que aparece en el cortometraje Once Upon a Studio (2023), con su voz generada por grabaciones de archivo de Robin Williams.

### Televisión
El Genio tiene un papel secundario importante en la Aladdín: La serie animada (1994-1995), aunque sus contribuciones son a veces limitadas; como la serie es directamente posterior a la secuela, el Genio, antaño omnipotente, está ahora reducido a "poderes semifenomenales, casi cósmicos", lo que le hace incapaz de deshacer algunos de los hechizos a los que se enfrenta y carece en cierta medida de su antiguo intelecto. Un ejemplo particular de esto es el episodio "Love at First Sprite", cuando un grupo de levanta el palacio en el aire y luego lo deja caer de nuevo al suelo; Genio hace referencia explícita a cómo levantó el palacio en el pasado, pero es incapaz de repetir la hazaña en esta ocasión, requiriendo que la Alfombra engañe a los sprites para que bajen el palacio a un lugar seguro. Sin embargo, el Genio sigue siendo un miembro indispensable del equipo de Aladdín: hubo muchísimas ocasiones en la serie de televisión en las que la magia del Genio fue crucial para que los héroes vencieran y la situación habría sido desesperada sin él.
Además, el propio Williams retomó el papel de 1997 a 2002 para una serie de anuncios educativos en el bloque de programación One Saturday Morning de la ABC, titulada Great Minds Think for Themselves (Las grandes mentes piensan por sí mismas), en la que el Genio cuenta las historias de varias figuras históricas que desafiaron las suposiciones y los prejuicios de su época para conseguir grandes logros.
El Genio también aparece como invitado en House of Mouse (2001-2003), con cameos entre el público del club titular, a menudo sentado con otros personajes de Aladdín.

### Videojuegos

#### SerieKingdom Hearts
El Genio aparece en algunas de las entregas de la serie de videojuegos Kingdom Hearts (con la voz de Dan Castellaneta en el doblaje inglés, mientras que Kōichi Yamadera le pone voz en la versión original japonesa).
Su papel en el primer Kingdom Hearts (2002) es prácticamente el mismo que en la película, ya que su lámpara es encontrada por Aladdín. La diferencia general es que todos los deseos de Aladdín se malgastan para sacarle de apuros: el primero se gastó en deshacerse del ataque de los Sincorazón y el segundo en rescatar a la princesa Jasmín de Jafar. Finalmente, Iago roba la lámpara del Genio, obligándole a mostrar a Jafar la cerradura de Agrabah y a ayudarle a luchar contra Sora y sus amigos. Tras derrotar a Jafar, Aladdín desea que el Genio se libere de su lámpara. Entonces se convierte en una invocación para Sora.
En Kingdom Hearts: Chain of Memories (2004), el Genio aparece como parte de los recuerdos de Sora.
El Genio tiene mucho menos tiempo en pantalla y mucho menos que ver con la trama en Kingdom Hearts II (2005). Al igual que en El Regreso de Jafar, se va a ver mundo junto con Alfombra. Se pierde la mayor parte de la acción, pero llega cerca del final de la primera visita de Sora y molesta a Pete cuando está a punto de liberar a Jafar de su lámpara. Además, el Genio vuelve a ser un compañero de invocación para Sora, pero su nueva característica es copiar las formas de Conducción de Sora y blandir su propia copia de la Keyblade (excluyendo la Forma Límite en Kingdom Hearts II Final Mix).
Una versión de datos de él aparece en Kingdom Hearts Coded (2008).
El Genio también aparece brevemente en Kingdom Hearts 358/2 Days (2009), interactuando con Roxas y Xion en su camino de vuelta a Agrabah.

#### Otros videojuegos
Genio aparece como personaje secundario en la película de Aladdín en La venganza de Nasira (2000).
También actúa como presentador de Disney Think Fast (2008), presentando a los jugadores y las rondas del juego, así como clasificando a los jugadores en función del número de puntos (y comentando cosas como que todos los jugadores se equivoquen en una respuesta o que se paren para hacer brevísimos descansos).
Es uno de los personajes para conocer y saludar que aparecen en Kinect: Disneyland Adventures (2011).
Genio aparece como personaje jugable para desbloquear durante un tiempo limitado en el videojuego Disney Magic Kingdoms (2017).
Genio aparece como personaje jugable en el juego para móviles Disney Heroes Battle Mode.
Una versión alternativa de Genio aparece como personaje jugable en el videojuego Disney Mirrorverse (2022).
Es un corredor desbloqueable en Disney Speedstorm (2023).

### Parques temáticos

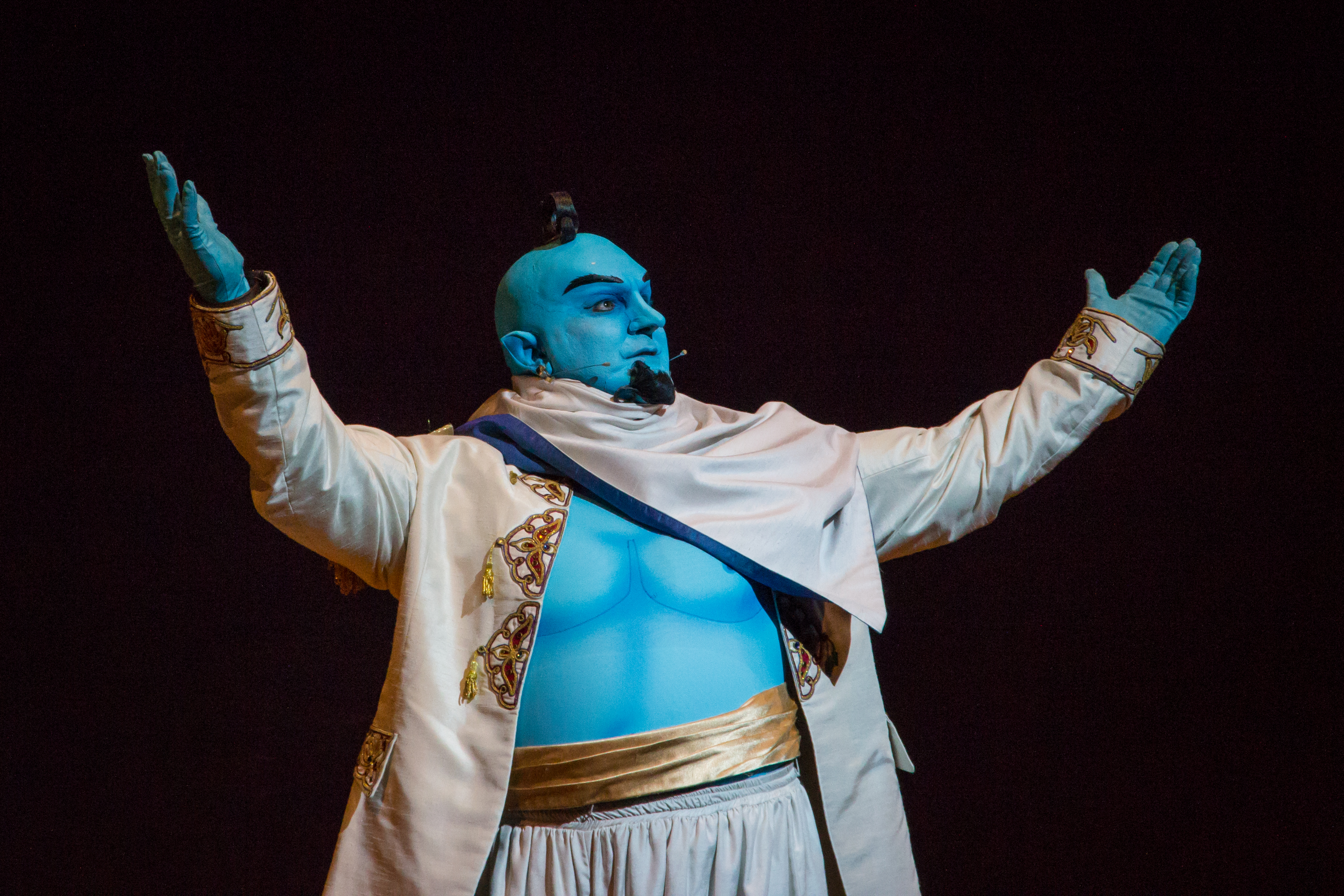
Genio (interpretado por Nick Santa Maria) en Disney's Aladdin: A Musical Spectacular

El Genio es un personaje que se puede conocer y saludar en los Parques Disney. El 18 de agosto de 2021, Disney anunció que el Genio sería la mascota de un nuevo servicio de pago para saltarse la cola llamado Genie+, que se puso en marcha ese mismo otoño.

### Aladdín(musical)
Genio desempeña un papel notable en la adaptación teatral de Broadway de la película de 1992, interpretado por James Monroe Iglehart. En esta versión, Genio sustituye al vendedor ambulante al principio de la historia cantando "Arabian Nights".
Desde su estreno, la interpretación de Genio por Iglehart ha recibido elogios del público y la crítica, como el Premio Tony al mejor actor de reparto en un musical.

### Parodias
El Genio (al que pone voz Dan Castellaneta) aparece en el episodio de Los Simpson "MyPods and Boomsticks" (2008) durante un sueño de Homer (personaje al que también pone voz Castellaneta), en el que utiliza su magia para transformar Springfield en una república islámica.
El Genio (al que pone voz Isaiah Mustafa) tiene una aparición en el episodio de Robot Chicken "May Cause Immaculate Conception" (2021), donde uno de los campaneros que hizo aparecer durante el desfile de Agrabah le pide comida para los animales que formaban parte del desfile.

## Recepción
La recepción a la participación de Williams influyó en los homenajes tras su muerte en 2014 y los críticos consideraron que el Genio había sido su interpretación más memorable. El compositor de Aladdín, Alan Menken, lamentó que Williams fuera "una manifestación brillante, adorable, hilarante, compasiva y vulnerable de la condición humana".